# 戦術一般論
『戦術一般論』(Essai general de tactique)とは1770年にフランスの軍人ギベールによって発表された軍事学の著作である。本書は『戦術汎論』、『戦術概論』と表記される場合もある。
1743年に軍人の家庭に生まれたギベールは父親の軍事教育を受けながら育ち、16歳で初めて戦闘に参加し、クリミア戦争やアフリカでの戦役に参加しており、26歳では大佐に昇進した。本書『戦術一般論』は軍事思想界で普及し、1775年までの間に4度再版され、ドイツ語や英語、ペルシア語にまで翻訳された。また当時の思想情勢で主流にあった啓蒙主義をギベールは支持する立場にあったため、社交界でも好評を得た。
本書でギベールは政治・軍事組織ともに活力あるのは、民衆が主体となった共和制の体制であると主張し、その模範は古代において既に示されており、現在のヨーロッパの体制は廃退していると論じた。そしてモンテスキューの見解を参照しながら、政治を国内政治と対外政治に区分し、国内政治が対外政治を基礎付けていると考えた。この視角からギベールはヨーロッパ諸国の内政と外交を分析しており、政治と軍事の関係を包括的に位置づけている。
そして軍隊は国民の愛国心に基づいて組織されなければならず、またその軍隊の作戦部隊は高度な機動力を保たなければならないとギベールは強調する。したがって軍隊の主体となるのは軽歩兵部隊であり、騎兵は急襲と追撃、警戒よって主力の歩兵を掩護する。さらに砲兵部隊は重武装であるために機動力が低いため、火砲を軽装な野砲を備えるものとする。さらに当時の兵站で主流であった倉庫補給の方式を見直す必要を指摘し、体系的な兵站組織の整備と現地徴発の見直しを論じている。